# 大原義治
大原 義治（おおはら よしはる、1925年〈大正14年〉7月18日 - 1989年〈平成元年〉12月2日）は、日本の政治家。兵庫県三木市長（6期）。

## 経歴
兵庫県出身。兵庫県立農学校（現・兵庫県立農業高等学校）卒。美嚢郡志染村（現・三木市）議会議員、三木市議会議員を経て、1967年三木市長に当選する。市長を6期務め、1989年在職中に死去した。